# Perris (Californie)
Pour les articles homonymes, voir Perris.
Perris est une municipalité située dans le comté de Riverside en Californie, aux États-Unis.
Sa population était de 68 386 habitants au recensement de 2010. La ville a été nommée en l'honneur de Fred T. Perris, ingénieur en chef du California Southern Railroad.

## Géographie
Selon le Bureau du recensement des États-Unis, la ville a une superficie totale de 81,594 km² et s'élève de 443 mètres.
Perris possède un aéroport (Perris Valley Airport, FAA LID: L65).

## Affaire Turpin
En janvier 2018, la ville fait tristement la une des médias aux États-Unis et dans le monde pour ce que l'on surnommera « la maison de l'horreur », treize enfants âgés de 2 à 29 ans ont été retrouvés séquestrés et certains enchaînés à leurs lits, affamés et battus dans des conditions d'hygiène déplorables par leurs propres parents David et Louise Turpin. C'est une des filles de la fratrie qui réussira à s'échapper qui préviendra la police,.

## Démographie
| 2000   | 2010   | - | - | - | - |
| ------ | ------ | - | - | - | - |
| 36 198 | 68 386 | - | - | - | - |

## Jumelages
Cotija (Mexique)